# Але (язык)
Але, также гаввада или кавада, — кушитский язык, на котором говорят в Области Народностей Южной Эфиопии. Принадлежит к дуллайским языкам.
Але является родным языком для 69 000 человек (согласно переписи населения 2007 года). Использует эфиопскую письменность.
В языке различаются несколько диалектов: дихина, гергере, голланго, горосе, харсо.
Используется письменность на латинской основе: A a, Aa aa, B b, Ch ch, C' c', D d, E e, Ee ee, F f, G g, H h, Ħ ħ, ʕ, I i, Ii ii, J j, K k, K' k', L l, M m, N n, Ny ny, O o, Oo oo, P p, Qh qh, R r, S s, Sh sh, T t, T' t', U u, Uu uu, W w, Hx hx, Y y, ', Bh bh, Dh dh, Q q, Z z.